# Mickaël Tavares
Mickaël Zidro Tavares (ur. 25 października 1982 w Villeneuve-Saint-Georges) – senegalski piłkarz pochodzenia kabowerdeńskiego występujący na pozycji pomocnika w US Sénart-Moissy. Kuzyn Jacques’a Faty’ego i Ricardo Faty’ego.

## Kariera klubowa
Tavares seniorską karierę rozpoczynał w 1999 roku we francuskim klubie US Créteil-Lusitanos. W 2000 roku przeszedł do portugalskiej ekipy FC Alverca. Po 2 latach wrócił do Francji, gdzie został graczem amatorskiego SC Abbeville. W 2003 roku odszedł do rezerw zespołu FC Nantes. W 2005 roku przeniósł się do klubu Tours FC z Championnat National. W 2006 roku awansował z nim do Ligue 2. W Tours spędził jeszcze rok.
W 2007 roku Tavares odszedł do czeskiej Slavii Praga. W Gambrinus Lidze zadebiutował 5 sierpnia 2007 roku w wygranym 1:0 spotkaniu z Jabloncem. 2 marca 2008 roku w wygranym 2:0 pojedynku z zespołem SIAD Most strzelił pierwszego gola w Gambrinus Lidze. W tym samym roku zdobył z klubem mistrzostwo Czech. W Slavii spędził 1,5 roku.
W styczniu 2009 roku Tavares podpisał kontrakt z niemieckim Hamburgerem SV. W Bundeslidze pierwszy mecz zaliczył 22 lutego 2009 roku przeciwko Bayerowi 04 Leverkusen (2:1). W styczniu 2010 roku został wypożyczony do innego zespołu Bundesligi, 1. FC Nürnberg. W jego barwach, 7 marca 2010 roku w wygranym 3:2 spotkaniu z Bayer Leverkusen zdobył pierwszą bramkę w Bundeslidze. Latem 2010 roku Tavaresa wypożyczono do angielskiego Middlesbrough. Następnie grał w Fulham, RKC Waalwijk, FK Mladá Boleslav, Sydney FC i Central Coast Mariners. W 2017 przeszedł do US Sénart-Moissy.

## Kariera reprezentacyjna
W maju 2008 roku Tavares został powołany do kadry Republiki Zielonego Przylądka na towarzyski mecz z Luksemburgiem. Nie zagrał jednak w nim.
W 2009 roku zadebiutował w reprezentacji Senegalu.